# Juhut
Juhut is een bestuurslaag in het regentschap Pandeglang van de provincie Banten, Indonesië. Juhut telt 6769 inwoners (volkstelling 2010).